# Општина Колима (Колима)
Колима (шп. Colima) општина је у Мексику у савезној држави Колима. Општина се налази на надморској висини од 484 м.

## Становништво
Према подацима из 2010. у општини је живело 146904 становника.

### Хронологија
| Година       | 2000                   | 2005                   | 2010                   |
| ------------ | ---------------------- | ---------------------- | ---------------------- |
| Становништво | 129958 (63118 / 66840) | 132273 (64136 / 68137) | 146904 (71556 / 75348) |

### Попис
| \| \| м \| \| \| ж \| \| 0—2 \| 3.321 \| \| \| 3.278 \| \| 3—5 \| 3.618 \| \| \| 3.543 \| \| 6—11 \| 7.556 \| \| \| 7.182 \| \| 12—14 \| 3.761 \| \| \| 3.634 \| \| 15—17 \| 4.021 \| \| \| 3.907 \| \| 18—24 \| 9.127 \| \| \| 9.453 \| \| 60+ \| 7.813 \| \| \| 9.195 \| \| Просек : \| 30,9 \| \| \| 32,1 \| |       |  |  |       |
| |       |  |  |       |
| | м     |  |  | ж     |
| 0—2 | 3.321 |  |  | 3.278 |
| 3—5 | 3.618 |  |  | 3.543 |
| 6—11 | 7.556 |  |  | 7.182 |
| 12—14 | 3.761 |  |  | 3.634 |
| 15—17 | 4.021 |  |  | 3.907 |
| 18—24 | 9.127 |  |  | 9.453 |
| 60+ | 7.813 |  |  | 9.195 |
| Просек : | 30,9  |  |  | 32,1  |

| #   | Индикатор                                                                                        | Вредност |
| --- | ------------------------------------------------------------------------------------------------ | -------- |
| 1   | Становништво од 0 до 2 године                                                                    | 6599     |
| 2   | Мушко становништво од 0 до 2 године                                                              | 3321     |
| 3   | Женско становништво од 0 до 2 године                                                             | 3278     |
| 4   | Становништво са 3 и више година                                                                  | 137620   |
| 5   | Мушко становништво са 3 и више година                                                            | 66890    |
| 6   | Женско становништво са 3 и више година                                                           | 70730    |
| 7   | Становништво са 5 и више година                                                                  | 132885   |
| 8   | Мушко становништво са 5 и више година                                                            | 64504    |
| 9   | Женско становништво са 5 и више година                                                           | 68381    |
| 10  | Становништво са 12 и више година                                                                 | 115721   |
| 11  | Мушко становништво са 12 и више година                                                           | 55716    |
| 12  | Женско становништво са 12 и више година                                                          | 60005    |
| 13  | Становништво са 15 и више година                                                                 | 108326   |
| 14  | Мушко становништво са 15 и више година                                                           | 51955    |
| 15  | Женско становништво са 15 и више година                                                          | 56371    |
| 16  | Становништво са 18 и више година                                                                 | 100398   |
| 17  | Мушко становништво са 18 и више година                                                           | 47934    |
| 18  | Женско становништво са 18 и више година                                                          | 52464    |
| 19  | Становништво од 3 до 5 година                                                                    | 7161     |
| 20  | Мушко становништво од 3 до 5 година                                                              | 3618     |
| 21  | Женско становништво од 3 до 5 година                                                             | 3543     |
| 22  | Становништво од 6 до 11 година                                                                   | 14738    |
| 23  | Мушко становништво од 6 до 11 година                                                             | 7556     |
| 24  | Женско становништво од 6 до 11 година                                                            | 7182     |
| 25  | Становништво од 8 до 14 година                                                                   | 17343    |
| 26  | Мушко становништво од 8 до 14 година                                                             | 8896     |
| 27  | Женско становништво од 8 до 14 година                                                            | 8447     |
| 28  | Становништво од 12 до 14 година                                                                  | 7395     |
| 29  | Мушко становништво од 12 до 14 година                                                            | 3761     |
| 30  | Женско становништво од 12 до 14 година                                                           | 3634     |
| 31  | Становништво од 15 до 17 година                                                                  | 7928     |
| 32  | Мушко становништво од 15 до 17 година                                                            | 4021     |
| 33  | Женско становништво од 15 до 17 година                                                           | 3907     |
| 34  | Становништво од 18 до 24 године                                                                  | 18580    |
| 35  | Мушко становништво од 18 до 24 године                                                            | 9127     |
| 36  | Женско становништво од 18 до 24 године                                                           | 9453     |
| 37  | Женско становништво од 15 до 49 година                                                           | 39631    |
| 38  | Становништво са 60 и више година                                                                 | 17008    |
| 39  | Мушко становништво са 60 и више година                                                           | 7813     |
| 40  | Женско становништво са 60 и више година                                                          | 9195     |
| 41  | Однос између мушкараца и жена                                                                    | 94.97    |
| 42  | Становништво од нуле до 14 година                                                                | 35893    |
| 43  | Становништво од 15 до 64 године                                                                  | 96705    |
| 44  | Становништво од 65 година и више                                                                 | 11621    |
| 45  | Просечан број деце                                                                               | 2.24     |
| 46  | Становништво рођено у ентитету                                                                   | 100859   |
| 47  | Мушко становништво рођено у ентитету                                                             | 49210    |
| 48  | Женско становништво рођено у ентитету                                                            | 51649    |
| 49  | Становништво рођено у другом ентитету                                                            | 40805    |
| 50  | Мушко становништво рођено у другом ентитету                                                      | 19701    |
| 51  | Женско становништво рођено у другом ентитету                                                     | 21104    |
| 52  | Становништво од 5 година и више резидентно у ентитету у јуну 2005. године                        | 120546   |
| 53  | Мушко становништво старосног доба од 5 година и више, резидентно у ентитету у јуну 2005. године  | 58087    |
| 54  | Женско становништво старосног доба од 5 и више година, резидентно у ентитету у јуну 2005. године | 62459    |
| 55  | Становништво од 5 година и више које је живело у другом ентитету у јуну 2005. године             | 9077     |
| 56  | Мушко становништво старије од 5 година које је живело у другом ентитету у јуну 2005. године      | 4489     |
| 57  | Женско становништво старије од 5 година које је живело у другом ентитету у јуну 2005. године     | 4588     |
| 58  | Становништво од 3 године и више које говори аутохтони језик                                      | 524      |
| 59  | Мушко становништво старо 3 године и више које говори аутохтони језик                             | 325      |
| 60  | Женско становништво старо 3 године и више које говори аутохтони језик                            | 199      |
| 61  | Становништво од 3 године и више које говори аутохтони језик и не говори шпански језик            | 0        |
| 62  | Мушко становништво старо 3 године и више које говори аутохтони језик и не говори шпански         | 0        |
| 63  | Женско становништво старо 3 године и више које говори аутохтони језик и не говори шпански језик  | 0        |
| 64  | Становништво старо 3 године и више које говори аутохтони језик и шпански                         | 343      |
| 65  | Мушко становништво старо 3 године и више које говори аутохтони језик и шпански                   | 216      |
| 66  | Женско становништво старо 3 године и више које говори аутохтони језик и шпански                  | 127      |
| 67  | Становништво од 5 година и више које говори аутохтони језик                                      | 517      |
| 68  | Становништво од 5 година и више које говори аутохтони језик и не говори шпански језик            | 0        |
| 69  | Становништво од 5 година и више које говори аутохтони језик и говори шпански језик               | 340      |
| 70  | Становништво у домородачким домаћинствима                                                        | 1022     |
| 71  | Становништво са ограничењима у активностима                                                      | 7184     |
| 72  | Становништво са ограниченим ходањем или кретањем, горе или доле                                  | 4348     |
| 73  | Становници са ограничењима вида, чак и уз кориштење сочива                                       | 1676     |
| 74  | Становништво са ограничењима говора, комуникације или конверзације                               | 722      |
| 75  | Становништво са ограниченим слухом                                                               | 737      |
| 76  | Становништво са ограничењима при одевању, купању или јелу                                        | 515      |
| 77  | Становништво са ограничењима у опажању или учењу једноставних ствари                             | 451      |
| 78  | Становништво са менталним ограничењима                                                           | 805      |
| 79  | Становништво без ограничења активности                                                           | 136400   |
| 80  | Становништво од 3 до 5 година које не похађа школу                                               | 2895     |
| 81  | Мушко становништво од 3 до 5 година које не похађа школу                                         | 1456     |
| 82  | Женско становништво од 3 до 5 година које не похађа школу                                        | 1439     |
| 83  | Становништво од 6 до 11 година које не похађа школу                                              | 300      |
| 84  | Мушко становништво од 6 до 11 година које не похађа школу                                        | 167      |
| 85  | Женско становништво од 6 до 11 година које не похађа школу                                       | 133      |
| 86  | Становништво од 12 до 14 година које не похађа школу                                             | 462      |
| 87  | Мушко становништво од 12 до 14 година које не похађа школу                                       | 272      |
| 88  | Женско становништво од 12 до 14 година које не похађа школу                                      | 190      |
| 89  | Становништво од 15 до 17 година похађа школу                                                     | 6057     |
| 90  | Мушко становништво од 15 до 17 година похађа школу                                               | 2957     |
| 91  | Женско становништво између 15 и 17 година живота у школи                                         | 3100     |
| 92  | Становништво од 18 до 24 године похађа школу                                                     | 7424     |
| 93  | Мушко становништво од 18 до 24 године похађа школу                                               | 3646     |
| 94  | Женско становништво од 18 до 24 године похађа школу                                              | 3778     |
| 95  | Становништво од 8 до 14 година које не може да чита и пише                                       | 408      |
| 96  | Мушко становништво старосног доба од 8 до 14 година које не може да чита и пише                  | 252      |
| 97  | Женско становништво старосног доби од 8 до 14 година које не може да чита и пише                 | 156      |
| 98  | Становништво од 15 година и више које је неписмено                                               | 3570     |
| 99  | Мушко становништво од 15 година и више које је неписмено                                         | 1671     |
| 100 | Женско становништво од 15 година и више које је неписмено                                        | 1899     |
| 101 | Становништво старо 15 и више година без школовања                                                | 4365     |
| 102 | Мушко становништво старо 15 и више година без школовања                                          | 2044     |
| 103 | Женско становништво старо 15 и више година без школовања                                         | 2321     |
| 104 | Становништво старосног доба 15 и више година са непотпуним основним образовањем                  | 10480    |
| 105 | Мушко становништво старосног доба од 15 година и више са непотпуном основним образовањем         | 4973     |
| 106 | Женско становништво старосног доба 15 и више година са непотпуном основним образовањем           | 5507     |
| 107 | Становништво старо 15 и више година са комплетним основним образовањем                           | 14670    |
| 108 | Мушко становништво старо 15 година и више са комплетним основним образовањем                     | 6812     |
| 109 | Женско становништво старо 15 и више година са комплетним основним образовањем                    | 7858     |
| 110 | Становништво старосног доба 15 и више година са непотпуним средњим образовањем                   | 5754     |
| 111 | Мушко становништво старосног доба од 15 година и више са непотпуним средњим образовањем          | 3096     |
| 112 | Женско становништво старосног доба од 15 година и више са непотпуним средњим образовањем         | 2658     |
| 113 | Становништво старо 15 и више година са пуним секундарном образовањем                             | 20687    |
| 114 | Мушко становништво старосног доба од 15 година и више са пуним секундарном образовањем           | 10296    |
| 115 | Женско становништво старосног доба од 15 година и више са пуним секундарном образовањем          | 10391    |
| 116 | Становништво старије од 18 година са постосновним образовањем                                    | 47946    |
| 117 | Мушко становништво старије од 18 година са постосновним образовањем                              | 22911    |
| 118 | Женско становништво старије од 18 година са постосновним образовањем                             | 25035    |
| 119 | Просечна оцена школовања                                                                         | 9.92     |
| 120 | Просечан ниво образовања мушке популације                                                        | 10       |
| 121 | Просечан ниво образовања женског становништва                                                    | 9.83     |
| 122 | Економски активно становништво                                                                   | 66110    |
| 123 | Економски активна мушка популација                                                               | 40075    |
| 124 | Економски активна женска популација                                                              | 26035    |
| 125 | Становништво које није економски активно                                                         | 49019    |
| 126 | Мушко становништво које није економски активно                                                   | 15321    |
| 127 | Женско становништво које није економски активно                                                  | 33698    |
| 128 | Запослено становништво                                                                           | 63544    |
| 129 | Запослено мушко становништво                                                                     | 38243    |
| 130 | Запослено женско становништво                                                                    | 25301    |
| 131 | Незапослена популација                                                                           | 2566     |
| 132 | Незапослена мушка популација                                                                     | 1832     |
| 133 | Незапослена женска популација                                                                    | 734      |
| 134 | Становништво без права на здравствене услуге                                                     | 23728    |
| 135 | Становништво које има право на здравствене услуге                                                | 120168   |
| 136 | Становништво које има право на ИМСС                                                              | 62779    |
| 137 | Становништво које има право на социјално осигурање                                               | 13358    |
| 138 | Становништво које има право на државно социјално осигурање                                       | 294      |
| 139 | Становништво које има право на опште осигурање или здравствено осигурање за нову генерацију      | 40509    |
| 140 | Становништво које је било једном или није било у браку током 12 година и више                    | 43688    |
| 141 | Венчано или уједињено становништво од 12 година и више                                           | 58747    |
| 142 | Становништво које је било у браку или уједињено 12 година и више                                 | 13034    |
| 143 | Становништво са католичком религијом                                                             | 129865   |
| 144 | Протестанти, еванђелисти и библијски следбеници различити од еванђелиста                         | 9217     |
| 145 | Становништво са другим религијама различитим од претходних                                       | 140      |
| 146 | Становништво без религије                                                                        | 3941     |
| 147 | Укупно пописаних домаћинства                                                                     | 40767    |
| 148 | Пописна домаћинства на челу са мушкарцима                                                        | 28636    |
| 149 | Пописна домаћинства на челу са женама                                                            | 12131    |
| 150 | Становништво у пописним домаћинствима                                                            | 142263   |
| 151 | Становништво у пописним домаћинствима на челу са мушкарцима                                      | 105000   |
| 152 | Становништво у пописним домаћинствима на челу са женама                                          | 37263    |
| 153 | Укупно домаћинстава                                                                              | 52544    |
| 154 | Укупно насељених домаћинстава                                                                    | 41669    |
| 155 | Укупно приватних кућа                                                                            | 51642    |
| 156 | Насељени приватни домови                                                                         | 40767    |
| 157 | Укупно насељених приватних кућа                                                                  | 41642    |
| 158 | Ненасељене приватне куће                                                                         | 8039     |
| 159 | Појединачна домаћинства за привремену употребу                                                   | 2836     |
| 160 | Становници у насељеним приватним кућама                                                          | 142263   |
| 161 | Насељеност станара у приватним становима                                                         | 3.49     |
| 162 | Просечно становника по соби у приватним насељеним домаћинствима                                  | 0.87     |
| 163 | Појединачна домаћинства са подовима од различитих материјала од земље                            | 39350    |
| 164 | Појединачна домаћинства у приземљу                                                               | 1254     |
| 165 | Појединачна домаћинства са једном спаваћом собом                                                 | 12944    |
| 166 | Појединачна домаћинства са две спаваће собе и више                                               | 27701    |
| 167 | Појединачна домаћинства са једним собом                                                          | 1218     |
| 168 | Појединачна домаћинства са две собе                                                              | 5925     |
| 169 | Појединачна домаћинства са 3 собе и више                                                         | 33470    |
| 170 | Појединачна домаћинства која имају електрично светло                                             | 40459    |
| 171 | Појединачна домаћинства која немају електрично светло                                            | 201      |
| 172 | Појединачна домаћинства која имају водоводну воду у стамбеном простору                           | 40126    |
| 173 | Појединачна домаћинства која немају водоводну воду у стамбеном простору                          | 478      |
| 174 | Појединачна домаћинства која имају тоалет                                                        | 40405    |
| 175 | Појединачна домаћинства која имају канализацију                                                  | 40374    |
| 176 | Појединачна домаћинства која немају канализацију                                                 | 220      |
| 177 | Појединачна домаћинства која имају електрично светло, довод воде из јавне мреже и канализацију   | 39845    |
| 178 | Појединачна домаћинства без икаквих услова                                                       | 193      |
| 179 | Појединачна домаћинства која имају радио                                                         | 34234    |
| 180 | Појединачна домаћинства која имају телевизор                                                     | 39487    |
| 181 | Појединачна домаћинства која имају фрижидер                                                      | 38088    |
| 182 | Појединачна домаћинства која имају машину за веш                                                 | 31558    |
| 183 | Појединачна домаћинства која имају аутомобил или комби                                           | 23533    |
| 184 | Појединачна домаћинства која имају рачунар                                                       | 16912    |
| 185 | Појединачна домаћинства која имају фиксну телефонску линију                                      | 23662    |
| 186 | Појединачна домаћинства која имају мобилни телефон                                               | 32459    |
| 187 | Појединачна домаћинства која имају приступ интернету                                             | 13309    |